# 꿩의밥
꿩의밥은 골풀과의 여러해살이풀로 학명은 Luzula capitata이다.

## 특징
잎 뒤에는 긴 흰 털이 나 있다. 4~5월경이 되면 곧게 뻗은 줄기 끝에 1~3개의 밀집된 적갈색 꽃차례가 달린다. 이 속은 골풀속과 달리 잎에 약간의 털이 나있다.

## 분포
주로 들이나 황무지에서 자라며, 한국 각지에 분포하고 있다.

## 쓰임새
지상부를 약으로 쓰며, 지양매(地楊梅)라 부른다. 적백리(赤白痢, 곱과 피고름이 섞인 대변을 보는 이질)를 치료하는 데 효능이 있다.